# Montferrand-le-Château
Montferrand-le-Château ist eine französische Gemeinde mit 2191 Einwohnern (Stand: 1. Januar 2022) im Département Doubs in der Region Bourgogne-Franche-Comté. Sie gehört zum Arrondissement Besançon und ist Mitglied im Gemeindeverband Grand Besançon Métropole. Die Bewohner werden Montferrandais und Montferrandaises genannt.

## Geographie
Montferrand-le-Château liegt auf 280 m, etwa zehn Kilometer südwestlich der Stadt Besançon (Luftlinie). Das Dorf erstreckt sich am westlichen Rand des Juras, auf einer Anhöhe nördlich des Doubstals unterhalb des Schlossberges.
Die Fläche des 7,48 km² großen Gemeindegebiets umfasst einen Abschnitt des Doubstals. Die südliche Grenze verläuft entlang dem Doubs, der hier durch eine rund 500 m breite Talniederung fließt und westlich des Dorfes mit der Flussschleife von Thoraise nach Nordwesten ausgreift. Der langgezogene Kamm des Schlossberges, der zum Doubs hin mit einem von Felsen durchzogenen Steilhang abfällt, gehört in geologisch-tektonischer Hinsicht zum System der Jura-Randkette. Mit 371 m wird auf diesem Kamm die höchste Erhebung von Montferrand-le-Château erreicht. Nördlich an den Schlossberg schließt die leicht gewellte Landschaft zwischen Haute-Saône und Jura an. Ganz im Norden reicht das Gemeindeareal in die ausgedehnte Waldung Bois Monsieur.
Zu Montferrand-le-Château gehören neben dem eigentlichen Ort verschiedene Siedlungen und Weiler:
- Le Mont (227 m) im Tal des Doubs
- die Bahnhofsiedlung
- die Fabriksiedlung im Doubstal
- La Marne (240 m) am Rand des Bois Monsieur
- Le Vernois (235 m) am Rand des Bois Monsieur

Nachbargemeinden von Montferrand-le-Château sind Grandfontaine im Westen und Norden, Avanne-Aveney und Rancenay im Osten sowie Thoraise im Süden.

## Geschichte

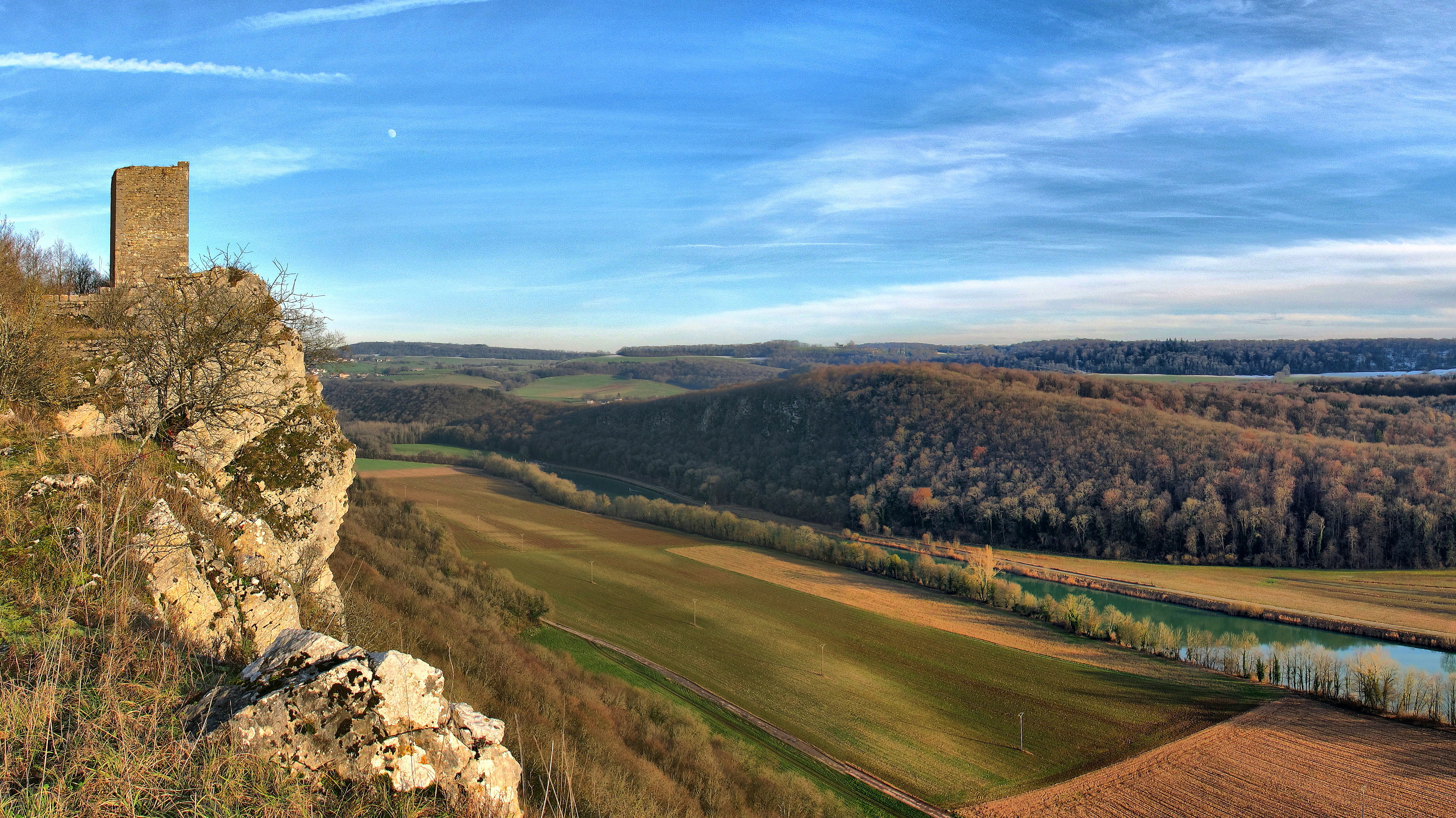
Donjon der Burg Montferrand (13. Jahrhundert)

Zu Beginn des 13. Jahrhunderts gründete Jean II. von Cicon die Burg Montferrand auf dem Kamm nördlich des Doubstals und benannte sich fortan nach dem Schloss. In der Folgezeit entwickelte sich Montferrand zu einer wichtigen Herrschaft, die das rechte Ufer des Doubs zwischen Besançon und dem Waldgebiet Forêt de Chaux umfasste. Auch auf der südlichen Flussseite hatte die Herrschaft verschiedenenorts Landbesitz. Die Familie hatte ihren Wohnsitz in Besançon und ließ sich durch einen Kastlan auf der Burg Montferrand vertreten. Während des Dreißigjährigen Krieges wurde die Burg zerstört. Zusammen mit der Franche-Comté gelangte Montferrand mit dem Frieden von Nimwegen 1678 definitiv an Frankreich.
Zwei Nonnenklöster befanden sich in Montferrand: die Gemeinschaft der Schwestern von Bethanien und die Congrégation du Saint-Nom de Jésus et de Marie. Im 18. Jahrhundert war Montferrand Standort einer bedeutenden Glashütte, die bis zu 370 Arbeiter beschäftigte. Um eine Verwechslung mit anderen gleichnamigen Gemeinden zu vermeiden, wurde Montferrand im Jahr 1922 offiziell in Montferrand-le-Château umbenannt.

## Sehenswürdigkeiten
Auf der Anhöhe nördlich des Doubstals erhebt sich der quadratische Donjon der Burg Montferrand, der ursprünglich aus dem 13. Jahrhundert stammt. Daneben sind Ruinen der Burg sichtbar. Die Kapelle von Montferrand wurde im Jahr 1956 eingeweiht.

## Bevölkerung
| Jahr                       | 1962 | 1968 | 1975 | 1982 | 1990 | 1999 | 2005 | 2018 |
| -------------------------- | ---- | ---- | ---- | ---- | ---- | ---- | ---- | ---- |
| Einwohner                  | 875  | 974  | 1452 | 1612 | 1724 | 1896 | 2144 | 2171 |
| Quellen: Cassini und INSEE |      |      |      |      |      |      |      |      |

Mit 2191 Einwohnern (Stand 1. Januar 2022) gehört Montferrand-le-Château zu den mittelgroßen Gemeinden des Départements Doubs. Nachdem die Einwohnerzahl in der ersten Hälfte des 20. Jahrhunderts abgenommen hatte (1881 wurden noch 1167 Personen gezählt), wurde seit Beginn der 1950er Jahre wieder ein markantes Bevölkerungswachstum verzeichnet. Seither hat sich die Einwohnerzahl fast vervierfacht. Heute gehört Montferrand-le-Château zum äußeren Agglomerationsgürtel von Besançon.

## Wirtschaft und Infrastruktur
Montferrand-le-Château war lange Zeit ein vorwiegend durch die Landwirtschaft (Ackerbau, Obstbau und Milchwirtschaft) geprägtes Dorf. Entlang dem Doubs entwickelte sich schon früh Industrie, darunter eine Glashütte. Heute gibt es verschiedene Betriebe des Klein- und Mittelgewerbes. Zu den wichtigsten Branchen zählen heute die Automobilindustrie und der Tiefbau. Mittlerweile hat sich das Dorf auch zu einer Wohngemeinde gewandelt. Viele Erwerbstätige sind Wegpendler, die in der Agglomeration Besançon ihrer Arbeit nachgehen.
Die Ortschaft liegt abseits der größeren Durchgangsstraßen an einer Departementsstraße, die von Besançon nach Byans-sur-Doubs führt. Der nächste Anschluss an die Autobahn A36 befindet sich in einer Entfernung von ungefähr zehn Kilometern. Weitere Straßenverbindungen bestehen mit Grandfontaine und Avanne-Aveney. Montferrand-le-Château besitzt einen Bahnhof an der Eisenbahnstrecke von Besançon nach Mouchard.